# Teorema da representação de Riesz–Markov–Kakutani
Na teoria da medida e na análise funcional, o teorema da representação de Riesz–Markov–Kakutani, também conhecido por teorema da representação de Riesz ou de Riesz–Markov, enuncia condições sob as quais um funcional linear num subespaço de C(X), que é o espaço das funções complexas contínuas em X, é da forma
f ↦ ∫X f dμ,
isto é, é dado por integração em relação a uma medida positiva ou complexa μ.
O teorema recebe o nome de Frigyes Riesz, que analisou em 1909 o caso X = [0 … 1], de Andrei Markov Júnior, que analisou em 1938 para X normal, e de Shizuo Kakutani, que analisou em 1941 para X compacto de Hausdorff.

## Enunciado
Nesta seção, X denota espaço localmente compacto de Hausdorff qualquer.
Denota-se por CC(X) o espaço vetorial complexo das funções contínuas X → ℂ de suporte compacto, normado por ‖f‖ = supx ∈ X|f(x)|. Um funcional linear Λ : CC(X) → ℂ é dito ser positivo quando Λ(f) ≥ 0 para cada f ∈ CC(X) tal que f(x) ≥ 0 para cada x ∈ X.
Uma medida (positiva ou complexa) é dita ser medida de Borel em X quando é definida numa σ-álgebra contendo a σ-álgebra de Borel de X. Uma medida positiva de Borel μ em X é dita:
- ser regular exterior em E ⊆ X quando{\displaystyle \mu (E)=\inf \left\{\mu (V)\mid {\text{aberto }}V\supseteq E\right\};}
- ser regular interior em E ⊆ X quando{\displaystyle \mu (E)=\sup \left\{\mu (K)\mid {\text{compacto }}K\subseteq E\right\};}
- ser finita em compactos quando μ(K) < +∞ para cada compacto K ⊆ X.

Uma medida positiva de Borel μ é dita ser regular quando é simultaneamente regular exterior e regular interior em cada subconjunto de Borel de X. Uma medida complexa de Borel λ é dita ser regular quando a medida de variação total |λ| é medida positiva regular.
O teorema da representação de Riesz para medidas positivas diz que{\displaystyle \mu \mapsto \left(f\in \mathrm {C_{C}} (X)\mapsto \int _{X}f\,\mathrm {d} \,\mu \right)}define bijeção entre o conjunto das medidas positivas de Borel μ em X tais que
- μ é finita em compactos,
- μ regular exterior em cada subconjunto de Borel de X,
- μ regular interior em cada E ⊆ X tal que E é aberto ou μ(E) < +∞,

e o conjunto dos funcionais lineares positivos em CC(X).
O teorema da representação de Riesz para medidas complexas diz que{\displaystyle \mu \mapsto \left(f\in \mathrm {C_{C}} (X)\mapsto \int _{X}f\,\mathrm {d} \,\mu \right)}define bijeção entre o conjunto das medidas complexas de Borel regulares em X e o conjunto dos funcionais lineares contínuos em CC(X), e, adicionalmente, esta bijeção é uma isometria no aspecto que{\displaystyle \left|\mu \right|(X)=\left\Vert f\mapsto \int _{X}f\,\mathrm {d} \,\mu \right\Vert ,}em que o lado direito denota a norma de funcional linear.
Algumas notas:
- Denota-se por C0(X) o espaço das funções contínuas f : X → ℂ que se anulam no infinito, isto é, tais que, para cada ε > 0, há compacto K ⊆ X tal que |f(x)| < ε sempre que x ∈ X ∖ K. Então, como C0(X) é a completação de CC(X), o teorema da representação de Riesz para medidas complexas pode ser equivalentemente enunciado para C0(X) no lugar de CC(X).[6][7]
- Não exigindo as condições de regularidade exterior ou interior, duas medidas diferentes podem induzir um mesmo funcional linear positivo.[8]
- Quando todo aberto de X é união enumerável de compactos, toda medida positiva de Borel em X que é finita em compactos é automaticamente regular.[9]

### Exemplos
- Sendo X = ℝk,{\displaystyle \Lambda (f\in \mathrm {C_{C}} (X))=\lim _{n\to \infty }2^{-n\cdot k}\cdot \sum _{x\in P_{n}}f(x),}em que Pn é o conjunto dos pontos cujas coordenadas são múltiplas inteiras de 2−n, define funcional linear positivo, logo há única medida positiva regular vol tal que{\displaystyle \Lambda (f)=\int _{X}f\,\mathrm {d} \,\mathrm {vol} }para cada f ∈ CC(X). Esta vol é a medida de Lebesgue em k dimensões.[10]
- (Exige conhecimentos de álgebras de Banach.) Denote por m a medida de Lebesgue restrita a subconjuntos de [0 … 1], e seja Δ o espaço de ideais maximais da álgebra de Banach L∞(m) (ver espaços Lp), isto é, o conjunto das funções lineares multiplicativas não nulas L∞(m) → ℂ, cuja topologia é de convergência pontual. Pode-se mostrar que a transformada de Gelfand f ↦ f∧ é uma isometria de L∞ a C(Δ), logo existe única medida regular μ em Δ tal que{\displaystyle \int _{\Delta }{\hat {f}}\,\mathrm {d} \,\mu =\int _{0}^{1}f}para cada f ∈ L∞; também, μ é medida positiva. O espaço de medida resultante satisfaz algumas propriedades incomuns; por exemplo, para toda função limitada de Borel φ : Δ → ℂ existe função contínua f∧ : Δ → ℂ tal que μ{φ ≠ f∧} = 0.[11]